# Zofia Chechlińska
Zofia Irena Chechlińska (ur. 21 października 1932 w Poznaniu) – polska muzykolog, profesor nauk humanistycznych.

## Życiorys
Studiowała muzykologię na Uniwersytecie Warszawskim. W 1966 uzyskała stopień doktora nauk humanistycznych w Instytucie Sztuki PAN na podstawie rozprawy Faktura fortepianowa Chopina. W 1996 habilitowała się na Wydziale Historycznym Uniwersytetu Jagiellońskiego na podstawie dorobku naukowego i rozprawy Wariacje i technika wariacyjna w twórczości Chopina.
W 2016 otrzymała tytuł profesora nauk humanistycznych.
Od 1969 do 2004 pracowała w Zakładzie Historii Muzyki Instytutu Sztuki PAN w Warszawie, którego w latach 1981–1992 była kierownikiem. Równocześnie w 1989 podjęła pracę w Katedrze, obecnie Instytucie Muzykologii Uniwersytetu Jagiellońskiego.
Autorka licznych publikacji. Uczestniczyła w wielu konferencjach i kongresach naukowych w Polsce i za granicą. Od 2005 jest redaktorem naczelnym serii Dzieła Chopina. Wydanie Faksymilowe wydawanej przez Narodowy Instytut Fryderyka Chopina.
Do jej zainteresowań naukowych należy m.in. twórczość Fryderyka Chopina i polska muzyka XIX wieku. Jest członkiem Związku Kompozytorów Polskich.

## Odznaczenia i nagrody
- Doroczna Nagroda Ministra Kultury i Dziedzictwa Narodowego (2021)
- Doroczna Nagroda Związku Kompozytorów Polskich (2013)[4]
- Srebrny Medal „Zasłużony Kulturze Gloria Artis” (2011)[5]